# Innokientij Chalepski
Innokientij Andriejewicz Chalepski (ros. Иннокентий Андреевич Халепский; ur. 2 lipca?/14 lipca 1893 w Minusińsku, zm. 27 lipca 1938 w Moskwie) – radziecki dowódca wojskowy, komandarm II rangi, komisarz łączności ZSRR.

## Życiorys
Urodzony w rodzinie krawca. Ukończył szkołę miejską. Do 1917 pracował jako telegrafista. W Socjaldemokratycznej Partii Robotniczej Rosji (SDPRR) i w Gwardii Czerwonej od 1918. Walczył z oddziałami Białych i Korpusu Czechosłowackiego na Uralu. Od czerwca do października 1918 szef łączności 3 Armii Frontu Wschodniego. Od października 1918 do marca 1919 komisarz nadzwyczajny łączności wszystkich frontów. Od marca 1919 komisarz poczty i telegrafu Ukrainy sowieckiej. Od października 1919 do czerwca 1920 szef łączności Frontów: Południowego, Południowo-Zachodniego, Kaukaskiego. Od lipca 1920 pomocnik, potem zastępca, a od września 1920 do 1924 szef Zarządu Łączności Robotniczo-Chłopskiej Armii Czerwonej (RKKA). Od 1924 szef Zarządu Wojskowo-Technicznego RKKA. W latach 1929−1934 szef Zarządu Motoryzacji i Mechanizacji RKKA, jednocześnie 1932−1934 członek Rady Wojskowej ZSRR. W latach 1934−1936 szef Zarządu Broni Pancernych i Motorowych RKKA, 1936−1937 I zastępca komisarza łączności ZSRR, później komisarz Łączności ZSRR (kwiecień − sierpień 1937). Od sierpnia − listopada 1937 pełnomocnik ds. łączności specjalnej Rady Komisarzy Ludowych ZSRR. Odznaczony Orderem Lenina i Orderem Czerwonego Sztandaru.
13 listopada 1937 został aresztowany, 29 lipca 1938 skazany na śmierć przez Wojskowe Kolegium Sądu Najwyższego ZSRR pod zarzutem udziału w kontrrewolucyjnej organizacji terrorystycznej i współudział w spisku wojskowym i tym samym dniu rozstrzelany. Zrehabilitowany pośmiertnie 8 września 1956.